# نيترازيبام

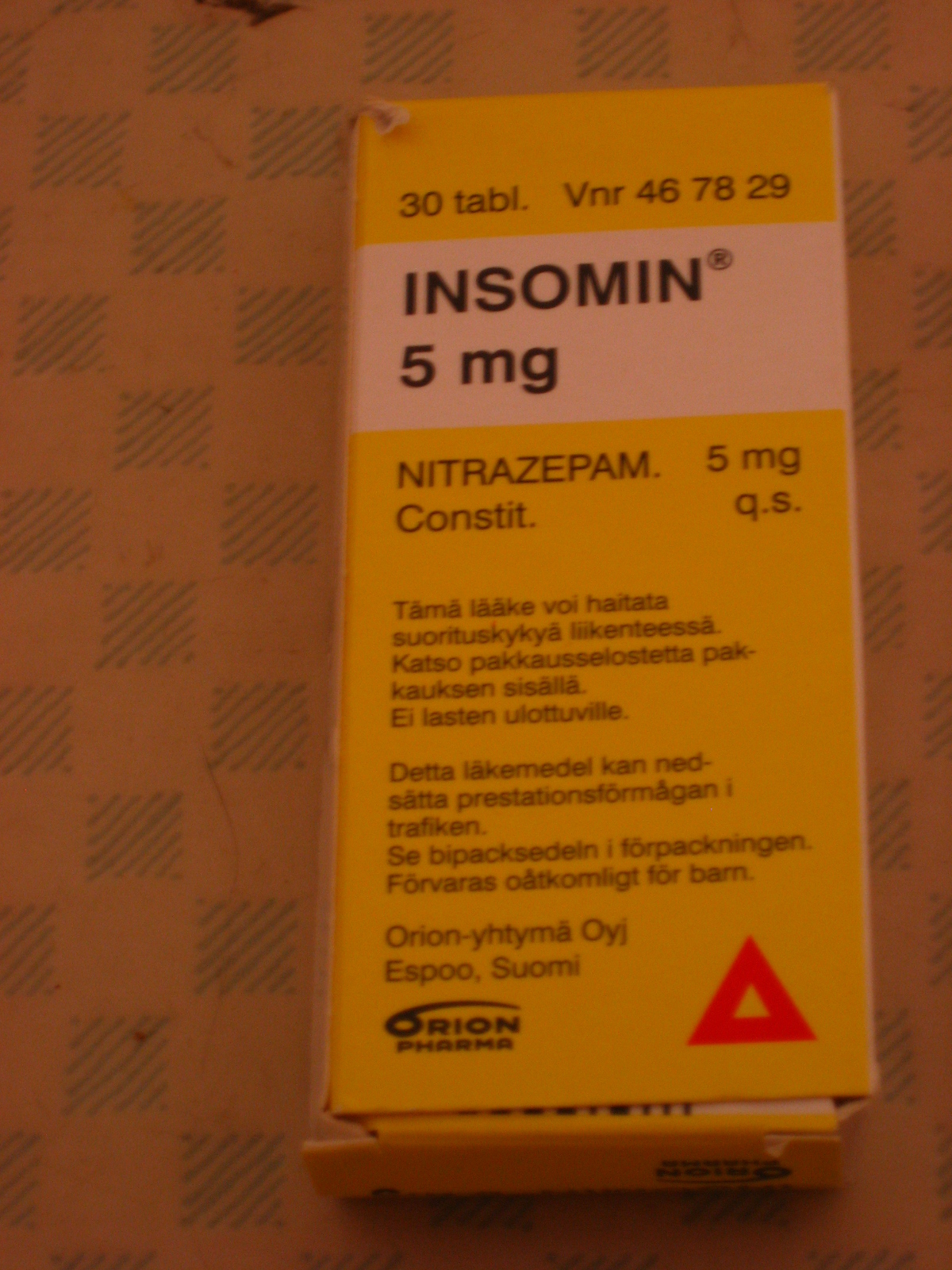
صورة لدواء إنسومين (نيترازيبام 5 مجم)

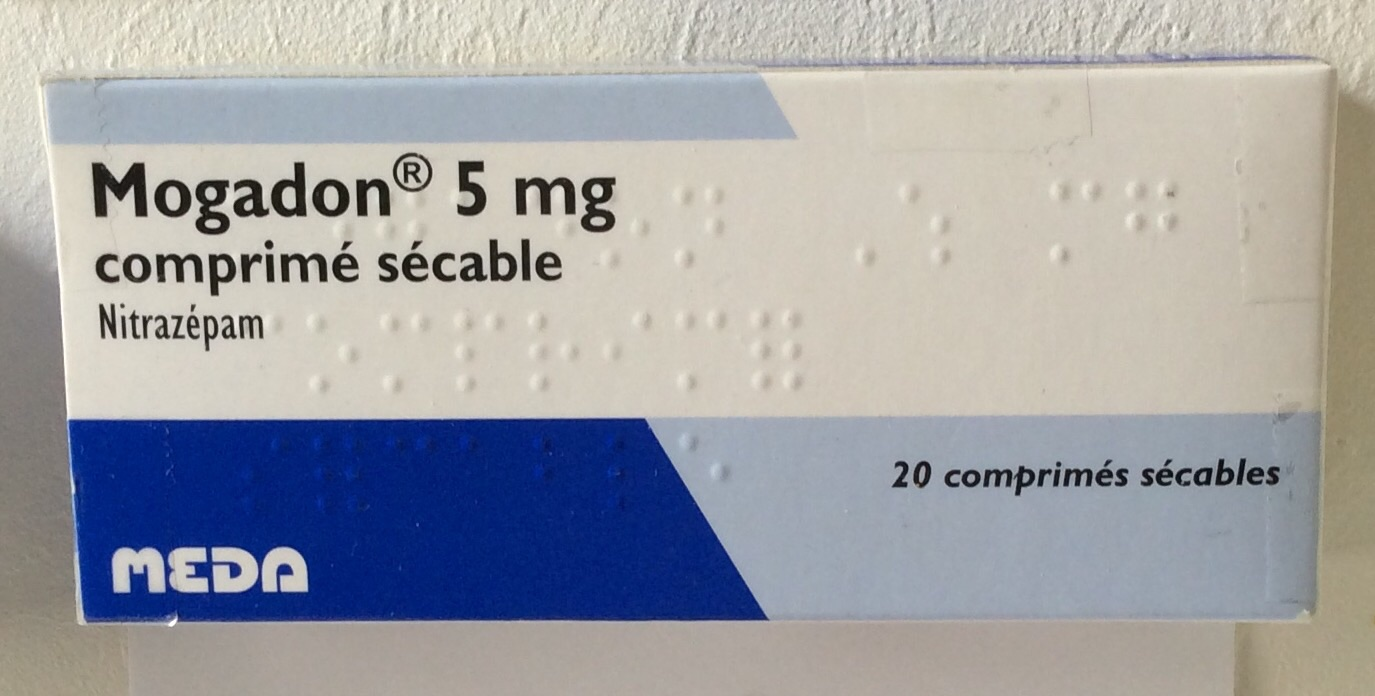
أقراص موجادون من فرنسا (نيترازيبام 5 مجم)

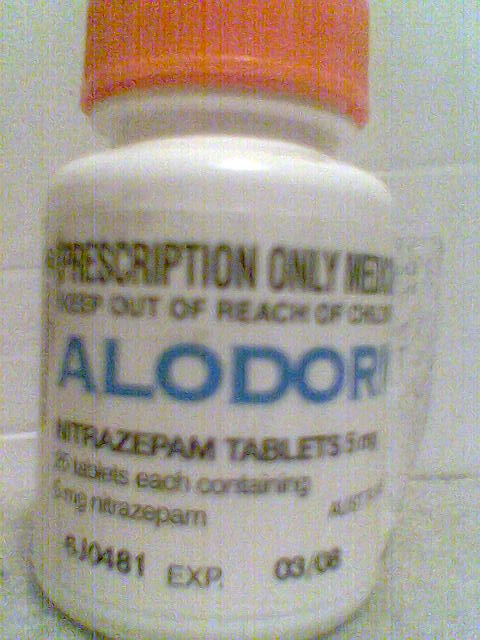
أقراص ألودورم 5 مجم

نيترازيبام هو دواء منوم من فئة البنزوديازيبين، يتم وصف نيترازيبام للحالات التي تعاني من الأرق الشديد والقلق الحاد، وله أيضاً خصائص مخدرة ومعطلة للوظائف الحركية.
وله كذلك آثار مضادة للتشنجات وتؤدي إلى ارتخاء العضلات الهيكلية.
ويتم تسويقه تحت أسماء تجارية: موجادون، ألودورم، أبودورم، أريم، إنسوما، إنسومين، نيترادوس، نيترازادون، نيتروصن، أورمودون، باكسادورم، ريمنوس، وسومنيت.

## الاستخدامات الطبية
يُستخدم نيترازيبام لعلاج مشاكل النوم على المدى القصير (الأرق)، والذي يعني صعوبة في النوم أو الاستيقاظ المتكرر أو الاستيقاظ المبكر أو مزيج من كل هذا.
ويتم استخدام النيترازيبام غالباً في علاج حالات الصرع عندما تفشل الأدوية الأخرى، وقد وُجد أنه أكثر فاعلية من كلونازيبام في علاج متلازمة الغرب، وهو الصرع الذي يعتمد على السن ويؤثر على صغار السن.
وقد أظهر نيترازيبام في دراسات مطلقة فعالية في تشنجات الرضع، وغالباً يتم الاستعانة به كمضاد للنوبات عندما تفشل الأدوية الأخرى في علاجها، وبالرغم من ذلك فإن النعاس ونقص التوتر والتكيف الجسدي مع آثار مضاد النوبات يتطور عادةً مع الاستخدام طويل المدى للعلاج. وبشكل عام فإن الحل هو الحد من تناول نيترازيبام إلا في حالات النوبات الحادة فقط.

## الآثار الجانبية

### الآثار الجانبية الأكثر شيوعاً
تشمل الآثار الجانبية الأكثر شيوعاً: تثبيط الجهاز العصبي المركزي، بما في ذلك النعاس، والدوخة، واكتئاب المزاج، والغضب، والعنف، والإرهاق، والترنح، وضعف الذاكرة، وضعف الوظائف الحركية، الشعور بدوار الخمر في الصباح، وثقل اللسان وصعوبة النطق، وانخفاض الأداء البدني، وشعور بالشلل، وانخفاض مستوى اليقظة، وضعف العضلات، والرؤية المزدوجة، وتم الإبلاغ عن الغفلة، وقد تم الإبلاغ أيضاً عن الأحلام المزعجة المزعجة وانتكاسات الأرق.
نيترازيبام هو بنزوديازيبين طويل المفعول وله فترة نصف العمر تتراوح بين 15-38 ساعة (والفترة المتوسطة هي 26 ساعة).
وهناك بعض الآثار التي تبقى بعد التناول الليلي لنيترازيبام إلى اليوم التالي مثل النعاس وضعف الوظائف النفسية والإدراكية، مما يؤدي إلى ضعف قدرة المستخدمين على القيادة بأمان ويزيد هذا من خطر السقوط وكسور الفخذ.

### الآثار الجانبية الأقل شيوعاً
وتتضمن الآثار الجانبية الأقل شيوعاً: انخفاض ضغط الدم، والإغماء، والخفقان، والطفح الجلدي أو الحكة، واضطرابات الجهاز الهضمي، والتغيرات في الرغبة الجنسية هي الأقل شيوعاً.
ومن النادر جداً حدوث ردود فعل متناقضة على سبيل المثال الإثارة، والتحفيز، والهلوسة، وفرط النشاط، والأرق، وقد تم الإبلاغ عن حالات نقص أو زيادة الأحلام، والارتباك، والخدر الشديد، وفقدان الذاكرة، والصداع، وانخفاض درجة حرارة الجسم، والهذيان، وتم الإبلاغ أيضاً عن حالات تسمم الكبد الحاد. 

## التسامح والإدمان والانسحاب

### التسامح
يحدث التسامح مع آثار نيترازيبام مع الاستخدام المنتظم، حيث تحدث زيادة في مستويات جابا (GABA) في النسيج المخي وتحدث أيضاً تعديلات في حالة نشاط النظام السيروتونيني كنتيجة للتسامح مع تأثير النيترازيبام.
ويحدث التسامح للتأثير المنوم لنيترازيبام بعد حوالي سبعة أيام، كما يحدث التسامح في كثير من الأحيان أيضاً مع تأثير نيترازيبام المضاد للتشنجات.

### الإدمان والانسحاب
يمكن أن يتسبب نيترازيبام بالاعتماد والإدمان ومتلازمة انسحاب البنزوديازيبين، قد يؤدي انسحاب النيترازيبام إلى أعراض الانسحاب والتي تكون ممائلة لأعراض انسحاب الكحول والمهدئات. وتشمل أعراض الانسحاب الشائعة القلق، والأرق، ومشاكل التركيز، والإرهاق. ويؤدي إيقاف استخدام نيترازيبام إلى عودة الأرق بعد تناول جرعة واحدة ليلاً على المدى القصير.

## احتياطات خاصة
تتطلب البنزوديازيبينات احتياطات خاصة إذا تم استخدامها في علاج الأشخاص الذين يعانون من اضطرابات نفسية أو مدمني الكحول، ويجب توخي الحذر أيضاً عند وصف البنزوديازيبينات لمن هم في سن العمل لأنه يؤدي إلى اضطرابات في المهارات الحركية، ويزداد هذا الاضطراب كلما زادت الجرعة الموصوفة.
يتسبب نيترازيبام جرعة 5 مجم أو أكثر في تدهور كبير في الأداء أثناء اليقظة مع شعور متزايد بالنعاس. وأيضاً نيترازيبام في جرعة مجم أو أكثر يؤدي إلى تعطيل مهارات القيادة، ومثل الأدوية المنومة الأخرى يزيد نيترازيبام من فرص حدوث الحوادث والتصادمات المرورية.
ويرتبط نيترازيبام في كبار السن بخطر السقوط المتكرر وكسور الفخذ بسبب ضعف توازن الجسم، وتصل فترة نصف العمر لنيترازيبام إلى 40 ساعة في كبار السن و29 ساعة في البالغين الأصغر سناً. ويؤخذ نيترازيبام عادةً في جرعات زائدة من قِبَل المدمنين والراغبين في الانتحار مما يؤدي أحياناً إلى الموت، < كما أن نيترازيبام له تأثير مسخي إذا تم تناوله بجرعة زائدة أثناء فترة الحمل حيث يُظهر 30% من المواليد تشوهات خلقية. وهو مخدر شعبي للمدمنين في البلدان التي يتوافر بها.
الجرعات المنخفضة لأقل من 5 مجم يمكنها أيضاً أن تضعف مهارة القيادة ولذلك فإن الأشخاص الذين يقودون أو يقومون بأنشطة تتطلب اليقظة يجب أن يتوخوا الحذر عند تناول نيترازيبام أو يتجنبوا ذلك تماماً.

### كبار السن
نيترازيبام مثله مثل جميع المنومات الأخرى والتي هي البنزوديازيبينات أو ليست بينزوديازيبينات يسبب ضعف في توازن الجسم وعدم القدرة على الاستمرار واقفاً لفترة في الأشخاص الذين يستيقظون ليلاً أو في صباح اليوم التالي، وقد تم الإبلاغ عن حالات سقوط وكسور في الفخذ. وإذا كان الشخص مدمناً على الكحول تزداد هذه النسبة بالطبع، كما يحدث تسامح جزئي غير مكتمل لهذا الضعف. يُعد نيترازيبام خطيراً جداً على المرضى المسنين لأنه يسبب زيادة كبيرة في مخاطر السقوط، وربما يكون سبب هذه المخاطر المتزايدة هو استمرار تأثير نيترازيبام إلى اليوم التالي، ولهذا فإن نيترازيبام هو منوم غير مناسب لكبار السن لأنه يؤدي إلى عجز مصحوب بتدهور عقلي عام، وعدم القدرة على المشي، وسلس البول، والارتباك، والتعثر، وأيضاً نقص الوعي يمكن أن يحدث بجرعات منخفضة تصل إلى 5 مجم. ويمكن أن تؤدي الأعراض التي يسببها نيترازيبام إلى خطأ في التشخيص حيث تتشابه مع اضطرابات الشيخوخة مثل العته، كما يمكن أن يؤدي أيضاً إلى مرض نقص الدم الموضعي والذي يُخطأ في تشخيصه عادةً، وهناك تقريرات أن وحدة طب الشيخوخة تشهد سبع حالات شهرياً يعانون من الأمراض التي يسببها نيترازيبام ومن المشاكل الصحية.
وكان من المقترح أن يتم إضافة نيترازيبام إلى باربيتيورات في قائمة الأدوية التي لا توصف للمسنين، حيث أن نيترازيبام ولورازيبام فقط الذين يزيدون من خطر السقوط، كما يحدث تثبيط الجهاز العصبي المركزي كثيراً جداً في حالات كبار السن لاسيما عند تناول جرعات أعلى من 5 مجم من نيترازيبام، وقد أثبتت التقارير أن كلاً من الشباب أو المسنين ينامون بشكل أفضل بعد تناول نيترازيبام لثلاث ليال لكنهم يشعرون أيضاً بضعف اليقظة وبطء الاختبار النفسي حتى بعد مرور 36 ساعة على تناول نيترازيبام، كما أظهر المسنين نقص في الإدراك مما جعلهم يخطئون في الاختبار النفسي أكثر من المرضى الأصغر سناً بالرغم من تمائل مستويات الدواء في البلازما، مما يدل أن كبار السن لديهم حساسية لنيترازيبام أكثر من غيرهم بسبب زيادة حساسية المخ المسن له، ويمكن أن ينتج الارتباك ونقص الوعي عن التناول المزمن لنيترازيبام من قِبَل المسنين. وايضاً يمكن أن يستمر تأثير جرعة واحدة من نيترازيبام لمدة تصل إلى 60 ساعة بعد تناوله.

### الأطفال
لا يُنصح باستخدام نيترازيبام للأشخاص الذين تقل أعمارهم عن 18 سنة واستخدامه للأطفال الصغار جداً ربما يكون خطيراً، حيث أن الأطفال الذين يُعالجون من نوبات الصرع بنيترازيبام يتطور لديهم تسامح مع الدواء في خلال شهور من الاستخدام المتواصل مع زيادة الجرعة التي تحدث غالباً عند استخدامه لفترات طويلة. وهناك بعض الآثار الجانبية الشائعة في الأطفال الذين يستخدمون نيترازيبام لعلاج التصلب الدرني مثل النعاس، وتدهور المهارات الحركية، والترنح، ويمكن أن تؤثر الآثار الجانبية لنيترازيبام سلباً على تطور المهارات الإدراكية والحركية لدى الأطفال الذين يستخدمونه للعلاج. وينتج الانسحاب في بعض الأحيان من عودة النوبات وقد ظهر أن انسحاب بعض الأطفال من النيترازيبام أدى إلى تحسين النمو فعلى سبيل المثال قدرة الطفل على المشي في الخامسة من عمره، حيث عجز الكثير من الأطفال عن التطور الطبيعي بسبب تناول النيترازيبام ولكن تطورهم لم يتأثر عندما تمت معالجتهم من الصرع بواسطة الأدوية التي ليست بنزوديازيبينات في طبيعتها، ويوصى بمراجعة الأطفال الذين يتناولون نيترازيبام وإيقاف تناولهم للدواء تدريجياً عندما يصبح ذلك مناسباً.
وقد ارتبط التخدير المفرط، وزيادة إفراز اللعاب، وصعوبة البلع، وارتفاع نسبة الالتهاب الرئوي التنفسي، فضلاً عن الكثير من الوفيات بتناول علاج نيترازيبام للأطفال.

### الحمل
لا يُنصح باستخدام نيترازيبام أثناء الحمل لأنه يتسبب في متلازمة الانسحاب لحديثي الولادة، ولا يُنصح به عموماً لمدمني الكحول أو المخدرات أو الذين يعانون من اضطرابات نفسية، ودعا النظام الفرنسي والبريطاني والهولندي نظام التحليل الموضوعي للجزم إذا ما كانت هذه العقاقير يجب أن تدرج في قائمة الأدوية على أساس الفاعلية الطبية، أوالآثار السلبية، أو الخصائص الدوائية، أو السمية، أو التفاعلات الدوائية التي استخدمت لتقييم نيترازيبام، ووجدت الدراسة الهولندية التحليلية باستخدام هذا النظام أن نيترازيبام غير صالح لإدراجه في قوائم الأدوية.
يمكن أن يؤدي استخدام نيترازيبام أثناء الحمل إلى تسمم الأطفال حديثي الولادة، ويمكن أيضاً أن تحدث متلازمة انسحاب حديثي الولادة إذا تم تناول نيترازيبام أو أيٍ من البنزوديازيبينات الأخرى أثناء فترة الحمل مع وجود أعراض مثل فرط الاستثارة، والرعاش، واضطرابات الجهاز الهضمي (إسهال أو قيء)، ولا يُنصح بالرضاعة الطبيعية للأمهات اللاتي يستخدمن نيترازيبام.
نيترازيبام هو بنزوديازيبين طويل المفعول وله خطر تراكم الدواء على الرغم من عدم إنتاج أي بقايا نشطة أثناء عملية الأيض، يمكن أن يتراكم الدواء في أعضاء الجسم المختلفة بما في ذلك القلب، ويزداد هذا التراكم بشدة في حالات الأطفال الرضع، حيث يعبر نيترازيبام المشيمة سريعاً كما يوجد في لبن الأم بكميات كبيرة، ولذلك فإنه ينبغي تجنب استخدام البنزوديازيبينات بما في ذلك نيترازيبام أثناء فترة الحمل.
في المراحل المبكرة من الحمل تكون مستويات نيترازيبام في الطفل أقل منها في الأم، ولكن بعد ذلك في المراحل المتأخرة من الحمل تتساوي كمية النيترازيبام لدى الأم والطفل. وعلى الصعيد الدولي فإنه من المعروف أن البنزوديازيبينات ضارة جداً أثناء الحمل ويدرج نيترازيبام في التصنيف D أثناء الحمل.
تعد البنزوديازيبينات أدوية محبة للدهون فتخترق الأغشية سريعاً ثم تخترق المشيمة وتنتقل كمية كبيرة من الدواء، ويؤدي استخدام نيترازيبام بجرعات كبيرة خاصةً في أواخر الحمل إلى متلازمة الرضيع المتخبط، كما قد يؤدي استخدامه أيضاً إلى متلازمة انسحاب البنزوديازيبين الحادة في حديثي الولادة، وتتضمن أعراض الانسحاب في حديثي الولادة نقص التوتر، والتردد في الرضاعة، والزرقة، والاستجابات لضغط البرودة، وقد تستمر هذه الأعراض لأشهر أو سنوات بعد الولادة.

### احتياطات أخرى

#### احتياطات لحالات انخفاض ضغط الدم
ربما يؤدي نيترازيبام إلى الزيادة في سوء حالات انخفاض ضغط الدم، فيجب توخي الحذر.

#### احتياطات لحالات نقص إفراز الغدة الدرقية
ينبغي توخي الحذر من قبل الذين يعانون من قصور الغدة الدرقية، لأن هذه الحالة قد تتسبب هذه الحالة في تأخير طويل لعميلة التمثيل الغذائي لنيترازيبام مما يؤدي إلى تراكم كبير للدواء.

## موانع الاستخدام
ينبغي تجنب استخدام نيترازيبام في المرضى الذين يعانون من مرض الانسداد الرئوي المزمن (COPD) وخصوصاً خلال التفاقم الحاد للمرض، لأنه قد يحدث هبوط تنفسي خطير في المرضى الذين يتلقون المنومات.
كما هو الحال مع جميع المنومات الأخرى يرتبط نيترازيبام بزيادة نسب الحوادث المرورية، ويُنصح بتجنب نيترازيبام للمرضى الذين يقومون بقيادة السيارات أو تشغيل الآلات، ووجدت دراسة لتقييم مهارات القيادة لدى المرضى الذين يتناولون منوم نيترازيبام أن هؤلاء المرضى تنخفض قدراتهم بشكل واضح حتى بعد مرور 17 ساعة من تناول الجرعة، في حين لم يُظهر مستخدمي تيمازيبام نفس الضعف الكبير في قدراتهم على القيادة. تعكس هذه النتائج طبيعة المفعول طويل المدى لنيترازيبام.

## السمّية

### البشر

#### السرطان
يرتبط استخدام البنزوديازيبينات من شهر لستة أشهر بجرعات محددة مع زيادة نسبة الإصابة بسرطان المبيض، كما أظهرت خمسة عشر دراسة وبائية أن تعاطي الأدوية المنومة يرتبط بزيادة نسبة الوفيات ويرجع ذلك بشكل أساسي إلى زيادة الوفيات الناتجة عن السرطانات. تشمل هذه السرطانات سرطان المخ، وسرطان الرئة، وسرطان المثانة، وسرطان الأمعاء وأورام أخرى، ليست البنزوديازيبينات فقط هي التي ترتبط بزيادة نسب الإصابة بالسرطان ولكن أيضاً أدوية Z مضادات مستقبلات البنزوديازيبينات ترتبط بزيادة خطر الإصابة بالسرطان في البشر وفقاً لهذه الدراسات. فبشكل مبدئي لم ترد منظمة الصحة والعقاقير أن توافق على عقاقير Z بسبب مخاوفها من الإصابة بالسرطان، ولكنهم غيروا رأيهم بعد ذلك ووافقوا على الدواء بالرغم من مخاوفهم. وأظهرت البيانات أن الحالات التي تم تجريب هذا المنوم عليهم إرتفعت نسبة تطور السرطان لديهم، وإستنتج مؤلف هذا التنقيح «إن احتمالية التسبب في الإصابة بالسرطان كافية ليحذر الأطباء والمرضى قدر الإمكان من المنومات، حيث أن هذه المنومات قد تضعهم داخل دائرة الخطر».

#### الموت
مقارنةً بالعلاجات الأخرى فإن العلاج بنيترازيبام يزيد من خطر الموت عند استخدامه لعلاج الصرع المستعصي وذلك وفقاً لدراسة تحليلية على 302 مريض، قد يكون خطر الموت بسبب نيترازيبام أكبر في صغار السن (تناولت الدراسة الأطفال دون 3-4 سنوات) ويقل الخطر للأطفال الأكبر سناً من ذلك، وقد يتسبب نيترازيبام في الموت المفاجئ للأطفال، قد يتسبب أيضاً بصعوبات البلع، وارتفاع ذروة الموجات المتعافبة في المريء، وضيق التنفس، وتأخر الارتخاء الحلقي البلعومي، وضيق تنفسي حاد مما يستدعي التنفس الصناعي أحياناً للأطفال، ويمكن أن يحفز نيترازيبام تطور النشاط الباراسمبثاوي مما يؤدي إلى حالة ضيق التنفس القاتل في الأطفال.

#### أضراره على الكبد
على غرار النيتروبنزوديازيبينات يرتبط نيترازيبام باضطرابات الكبد الحادة، حيث تعد النيتروبنزوديازيبينات مثل نيترازيبام ونيمتازيبام وفلونتيرازيبام وكلونازيبام أكثر سمية للكبد مقارنة بالبنزوديازيبينات الأخرى كما يتم تنشيطها لعملية الأيض الغذائي بواسطة (سيتوكروم 3A4) والذي يؤدي إلى تسمم الخلايا ويمكن أن يؤدي هذا التنشيط إلى إطلاق الجزيئات الحرة وأكسدة الثيول والارتباط التساهمي بالجزيئات الداخلية، ثم يؤدي هذا إلى أكسدة المكونات الخلوية وتثبيط الوظائف الخلوية الطبيعية. وترتبط نواتج التمثيل الغذائي للأدوية غير السامة بالآثار السلبية المتنوعة.

#### الآثار طويلة المدى
ينطوي الاستخدام طويل المدى لنيترازيبام على مخاطر عقلية وبدنية مثل تطور العجز المعرفي، وتبدأ هذه الآثار السلبية بالتطور بعد فترة من الامتناع عن الطعام والشراب.

## التفاعلات الدوائية
يتفاعل نيترازيبام مع المضاد الحيوي إريثروميسين الذي يعد مثبط قوي للمادة (سيتوكروم 3A4) والتي بدورها تؤثر على التركيز وقت الذروة، ولا يُعتقد أن هذا التفاعل له أهمية طبية (سريرية)، وبالرغم من ذلك فقد تم توئيق القلق والرعاش والإكتئاب في تقرير عن حالة تتناول النيترازوم والتريازولام وبعد إعطاء الإريثرومايسين للمريض حدثت هلاوس متكررة وتطورت لديه أحاسيس جسدية غير طبيعية كما أصيب بالتهاب رئوي حاد وفشل كلوي، وقد يسبب التناول المزمن للبنزوديازيبينات بالجرعات العلاجية مع الإريثروميسين أعراض ذهانية خطيرة وخاصةً في أولئك الذين يعانون من مضاعفات جسدية أخرى.
يقلل تناول حبوب منع الحمل عن طريق الفم من معدل التخلص من النيترازيبام مما يؤدي إلى ارتفاع نسبة الدواء في البلازما وبالتالي تراكم الدواء، وكذلك فإن بروبنسيد يقلل من معدل التخلص من نيترازيبام بينما يساعد ريفامبين على زيادة معدل التخلص منه بشكل كبير، ويبطئ سيمتيدين من معدل القضاء على نيترازيبام في الجسم مما يؤدي إلى إطالة فترة التأثير وزيادة خطر تراكم الدواء.

## علم العقاقير
نيترازيبام هو نيتروبنزوديازيبين. اسمه الكيميائي (1,3-دايهيدرو-7-نيترو-5-فينيل-2هيدروجين-1,4- بنزوديازيبين-2-واحد).
نيترازيبام هو عقار طويل المفعول ومحب للدهون، يتم تمثيله غذائياً بواسطة الكبد عن طريق الأكسدة، يعمل نيترازيبام من خلال مستقبلات البنزوديازيبين في المخ والتي ترتبط بمستقبلات جابا مما يحفز ارتباط جابا بمستقبلات الجابا، يُعد الجابا هو الناقل العصبي الرئيسي المسئول عن تثبيط الدماغ مما يحفز الإحساس بالنعاس، والإسترخاء العضلي، والسيطرة على القلق والنوبات، ويبطئ من عمل الجهاز العصبي المركزي، تتشابه آلية عمل نيترازيبام مع أدوية البنزوديازيبينات الأخرى مثل زوبيكلون.
قد تكون خصائص نيترازيبام والبنزوديازيبينات الأخرى المضادة للتشنجات ناتجة كلياً أو جزئياً عن الارتباط مع قنوات الصوديوم التي تعتمد على الجهد أكثر من مستقبلات البنزوديازيبين، ويبدو أن الإطلاق المتكرر المتكبد يكون محدوداً بواسطة تأثير البنزوديازيبينات التي تبطئ من استعادة قنوات الصوديوم لحالتها الطبيعية بعد التعطيل وظهر ذلك في مزرعة الخلايا الجذعية للنخاع الشوكي في الفأر. تنتج الخصائص الراخية للعضلات لنيترازيبام عن طريق تثبيط المسارات عديدة التشابك في النخاع الشوكي (الذي تم فصله) للقطط، وهو مناهض كامل لمستقبلات البنزوديازيبين.
قد يلعب نظام المواد الأفيونية دوراً في بعض الخصائص الدوائية لنيترازيبام في الفئران، يؤدي نيترازيبام إلى انخفاض المحتوى الدماغي من الجلايسين والألانين والأحماض الأمينية في الفئران، يرجع سبب هذا الانخفاض إلى تنشيط مستقبلات البنزوديازيبين، وربما يحدث انخفاض في تداول الهستامين عند تناول الجرعات العالية نتيجة لعمل نيترازيبام على مركب مستقبلات جابا في مخ الفأر. وثبت أن نيترازيبام يؤدي إلى قمع الكورتيزول عند البشر، وهو مناهض لكلٍ من مستقبلات البنزوديازيبين المركزية وكذلك المستقبلات الطرفية الموجودة في خلايا الفئران العصبية.

## النوم ورسم المخ
في الدراسات المختبرية للنوم وُجِد أن نيترازيبام يقلل من الفترة اللازمة للنوم، وفي المرضى الذين يتناولون علاجات طويلة المدى من كبار السن وُجد أنه ليس أكثر فاعلية من علاج وهمي في زيادة إجمالي الوقت الذي يقضيه في النوم ويضعف بشكل كبير القدرة على ممارسة الأنشطة اليومية المعتادة في اليوم التالي.
يؤدي الدواء إلى تأخير في البداية ويقلل من مدة حركة العين السريعة أثناء النوم، ثم بعد التوقف عن تناول الدواء تعود حركة العين السريعة إلى طبيعتها مرة أخرى وذلك وفقاً للتقارير في بعض الدراسات.
يؤثر نيترازيبام بشكل كبير على مراحل النوم حيث يقلل من مدة المرحلة الأولى والثالثة والرابعة ويزيد من مدة المرحلة الثانية، وفي المتطوعين الشباب تم العثور على آثار تخديرية للخصائص الدوائية لنيترازيبام ويؤدى أيضاً إلى ضعف الأداء النفسي وصعوبة في الاستمرار واقفاً، كما أظهرت اختبارات رسم المخ تراجع نشاط موجات ألفا وزيادة نشاط موجات بيتا وفقاً لمستوى نيترازيبام في البلازما. يظهر ضعف الأداء بشكل واضح بعد مرور 13 ساعة بعد تناول نيترازيبام وكذلك ضعف مهارة إتخاذ القرارات أيضاً، تُظهر فحوصات رسم المخ المزيد من النعاس والنوم الخفيف بعد مرور 18 ساعة بعد تناول نيترازيبام، أكثر من أميلوباربيتون، وتم تسجيل نشاط سريع بواسطة فحوص رسم المخ بعد 18 ساعة بعد تناول نيترازيبام.
أظهرت دراسة على الحيوانات أنه يؤدي إلى ظهور نمط النعاس في فحوص رسم المخ ويتضمن ذلك موجات بطيئة عالية الجهد وموجات نارية مغزلية الشكل في القشرة واللوزة في حين أن موجات ثيتا في الهيبوكامبس كانت غير متزامنة. كما ظهرت أيضاً موجات منخفضة الجهد عالية السرعة في رسم المخ للقشرة المخية، وتم تثبيط الاستجابات للمثيرات السمعية والكهربية للتشكيل الشبكي للدماغ المتوسط وتحت المهاد الخلفي والمهاد المتوسط في رسم المخ أثناء اليقظة. ويتم إعاقة القيادة الضوئية التي يتم استثارتها بواسطة الضوء عن طريق نيترازيبام وقد وُجد أن إستازولام ربما يكون أكثر قوة  ولكن نيترازيبام يزيد من النوم الخفيف البطيء بطريقة تعتمد على الجرعة ويقلل من مراحل النوم العميق حيث يقضي المريض وقتاً أقل في المرحلة الثالثة والرابعة واللتين تمثلان مراحل النوم العميق. لذلك فإن البنزوديازيبينات لا تُعد منومات جيدة لعلاج الأرق ويكون الحال أسوأ عند استخدام نيترازيبام لعلاج الأرق في حالات كبار السن لأنهم بطبيعتهم يقضون وقتاً أقل في مرحلة النوم العميق.

## الخصائص الدوائية
يرتبط نيترازيبام إلى حد كبير ببروتينات البلازما، البنزوديازيبينات مثل نيترازيبام هي محبة للدهون بطبيعتها وقابلة للذوبان في الدهون لذلك يسهل تداولها بواسطة المخ، الوقت الذي يستغرقه نيترازيبام ليصل إلى ذروة تركيزات البلازما هو حوالي 2 ساعة (0.5 - 5 ساعات) وتتراوح فترة نصف العمل لنيترازيبام بين 16.5 ساعة و48.3 ساعة حيث تكون في صغار السن 29 ساعة بينما تصل إلى 40 ساعة في المسنين، وكل من الجرعات المنخفضة (5 مجم) والجرعات المرتفعة (10 مجم) تسبب زيادة في مستويات هرمون النمو لدى البشر.
تصل فترة نصف العمر لنيترازيبام في السائل المخي شوكي إلى 68 ساعة ويشير هذا إلى أن التخلص من نيترازيبام في المخ بطيء جداً، تناول الطعام مصاحباً للدواء ليس له أي تأثير على التوافر البيولوجي أو الامتصاص، ولذلك يمكن تناول نيترازيبام مع الطعام أو بدونه.

## إمكانية إساءة الاستعمال (الإدمان)
من الشائع استخدام نيترازيبام لأغراض ترفيهية حيث أن هناك دراسة تقول «لا يجب أن تتجاوز فترة العلاج بنيترازيبام من سبعة إلى عشرة أيام متتالية، ويتطلب استخدام نيترازيبام لأسبوعين أو ثلاثة أسابيع متتالية عملية إعادة تقييم للمريض، ويجب أيضاً أن تُكتب وصفات نيترازيبام على المدى القصير (سبعة إلى عشرة أيام)، ولا ينبغي أن يوصف بكميات تتعدى الشهر الواحد حيث يمكن أن يحدث الاعتماد في أقل من أربعة أسابيع».

## زيادة الجرعة
يؤدي تناول جرعة زائدة من نيترازيبام إلى حدوث الأعراض النمطية للجرعات الزائدة من البنزوديازيبينات بما في ذلك التسمم، واختلال التوازن، وثقل اللسان، وصعوبة النطق، وفي حالات الجرعة الزائدة جداً (الحالات الحادة) قد تحدث غيبوبة وهناك احتمالية وفاة، ويزداد خطر الجرعة الزائدة من نيترازيبام إذا تم تناوله بكثرة مع المواد الأفيونية كما تم تسليط الضوء على هذه الحالة في تقرير مراجعة الوفيات من مستخدمي المواد الأفيونية.
يمكن أن تؤدي النيتروبنزوديازيبينات مثل نيترازيبام إلى آثار عصبية حادة، ويرتبط تناول جرعات زائدة من نيترازيبام مع زيادة نسبة التشوهات الخلقية (30% من المواليد) كانت معظم هذه التشوهات الخلقية تشوهات خفيفة.
يؤدي تناول جرعة زائدة من نيترازيبام أيضاً إلى الغيبوبة حيث يؤدي إلى إطالة وقت التوصيل الحسي الجسدي بعد إثارة العصب المتوسط، وتُظهر الآثار السمعية في جذع المخ تأخر اختفاء ذروة الموجات ولهذا فإن الجرعات الزائدة السامة من نيترازيبام تؤدي إلى الغيبوبة.
ويمكن أن تكون الغيبوبة نمط ألفا سمة من سمات الجرعات الزائدة من نيترازيبام مع وضوح موجات ألفا في المناطق المتوسطة والأمامية في المخ.
تورطت البنزوديازيبينات في 39% من حالات الانتحار بواسطة تسمم الأدوية في السويد حيث تورط نيترازيبام وفلونتيرازيبام في حوالي 90% من الحالات التي تسممت بالبنزوديازيبينات في كبار السن على مدى عقدين من الزمان.
وفي ثلاث أرباع الحالات ينتج الموت عن الغرق وعادةً في الحمام، كانت البنزوديازيبينات هي طبقة الأدوية السائدة لراغبي الانتحار حسب مراجعة لشهادات الوفيات في السويد، وفي 72% من هذه الحالات كان بنزوديازيبين هو الدواء الوحيد المستخدم ولذلك يجب أن يوصف نيترازيبام وفلونتيرازيبام بتحذيرات خاصة لكبار السن. وفي عينة دماغية لحالة تسمم قاتلة بالنيترازيبام تم العثور على تركيزات مرتفعة من النيترازيبام وبقاياه النشطة في دماغ الشخص المتوفي.
الأفراد الذين يعانون من أمراض مزمنة هم الأكثر عرضة لخطر تناول الجرعات الزائدة القاتلة من نيترازيبام، وخطر الجرعات القاتلة يمكن أن يحدث بجرعات صغيرة مع هؤلاء الأشخاص.

## التصنيع
التفاعل بين 2-أمينو-5-نيتروبنزوديازيبين (1)مع بروموأسيتيل بروميد يُكّون حلقة مغلقة و2-أميد في أمونيا سائلة وينتج نيترازيبام (3) ببساطة أكثر (4) يمكن أن تتم نيترة ديازيبينون مباشرة على الكربونة النشطة رقم 7 مع نترات البوتاسيوم وحمض الكبريتيك.

تصنيع نيترازيبام: